# Daturina
La daturina es un alcaloide existente en las hojas y semillas del estramonio. 
La daturina parece que cristaliza fácilmente; es inodora, de sabor primero amargo ligeramente y después muy acre y análogo al del tabaco. Es muy venenoso y dilata extraordinariamente la pupila. No pasa en la destilación con agua pero se volatiliza en parte sin descomponerse por la acción directa del calor. Se disuelve en 280 partes de agua a la temperatura ordinaria y en 72 partes de agua hirviendo. Es muy soluble en alcohol y un poco menos en éter. Sus sales cristalizan con facilidad.